# Rivarone
Rivarone là một đô thị ở tỉnh Alessandria trong vùng Piedmont của Italia, có vị trí cách khoảng 80 km về phía đông của Torino và khoảng 11 km về phía đông bắc của Alessandria. Tại thời điểm ngày 31 tháng 12 năm 2004, đô thị này có dân số 383 người và diện tích là 6,1 km².
Rivarone giáp các đô thị: Alluvioni Cambiò, Bassignana, Montecastello, và Piovera.